# Divlja horda
Divlja horda (eng. The Wild Bunch) je kontroverzni vestern Sama Peckinpaha iz 1969. u kojem su u glavnim ulogama nastupili William Holden, Ernest Borgnine Robert Ryan, Edmond O'Brien, Warren Oates, Jaime Sanchez, Ben Johnson, Strother Martin, L.Q. Jones, Bo Hopkins i Dub Taylor. Film opisuje vremešnu bandu odmetnika na granici Teksasa i Meksika 1913. koja pokušava preživjeti u sve modernijem svijetu. Film je došao na loš glas zbog ekstremnog nasilja tijekom uvodne scene pljačke banke i zaključne bitke između razbojnika i meksičke vojske.
Scenarij, koji su napisali Walon Green, Roy N. Sicker i Sam Peckinpah, nominiran je za Oscar za najbolji originalni scenarij, dok je filmska glazba Jerryja Fieldinga nominirana za najbolju originalnu filmsku glazbu. Peckinpah je bio nominiran za najboljeg redatelja na dodjeli nagrada Ceha smeričkih redatelja. Lucien Ballard osvojio je nagradu Nacionalnog društva filmskih kritičara za najbolju fotografiju.
Divlja horda poznata je po zamršenim akcijskim sekvencama koje kombiniraju usporene i normalne snimke iz nekoliko kutova, revolucionarnoj tehnici koja će postati standard u kasnijim filmovima (kao i u Peckinpahovim sljedećim filmovima). Slična tehnika usporene snimke koristila se i prije u filmovima kao što su Sedam samuraja (1954.), Bonnie i Clyde (1967.) i filmovima Francuskog novog vala, ali velika tehnička virtuoznost Divlje horde inspirirat će redatelje u kasnijim godinama pri prikazivanju akcije i nasilja.

## Radnja
Film se odvija na granici Teksasa i Meksika 1913. tijekom vrhunca Meksičke revolucije. Banda razbojnika veterana, poznata kao "Divlja horda", dojaše u izmišljeni grad San Rafael u Teksasu. Prerušeni u američke vojnike, predvođeni su Pikeom Bishopom (William Holden), a u među njima su i Dutch Engstrom (Ernest Borgnine), Lyle i Tector Gorch (Warren Oates i Ben Johnson), Angel (Jaime Sanchez) i Ludi Lee (Bo Hopkins). Prolaze pokraj skupine djece koji muče dva škorpiona stavljajući ih na brdo crvenih mrava; ova nasilna slika simbolizira temu i događaje iz filma. Banda ulazi u željeznički ured kako bi započela svoju pljačku. Na krovu hotela preko puta ceste u zasjedi stoji odred lovaca na nagrade predvođena Dekeom Thorntonom (Robert Ryan). Banda opazi potjeru i uspijeva pobjeći uz pomoć neočekivane parade aktivista za zabranu alkohola.
Započinje krvavi obračun, a nekoliko članova bande, potjere i parade pogibaju u kaotičnoj unakrsnoj vatri. Preživjeli članovi bande bježe u malo selo gdje ih čeka još jedan član, vremešni Freddie Sykes (Edmond O'Brien), sa svježim konjima. Zasjedu je pripremila željeznička kompanija, a ispostavlja se da uopće nisu ukrali novac. Otkriva se da je Deke, bivši član bande, pušten iz zatvora u zamjenu da pronađe svoje stare drugove.
Pike i njegovi iscprljeni ljudi stižu u Meksiko kako bi se odmorili u Angelovom rodnom selu. Pike od gradskog starješine, Don Josea (Chano Urueta), saznaje da je selo napao Mapache (Emilio Fernandez), korumpirani meksički general koji radi za vladu. Banda odlazi u Mapacheov stožer kako bi prodali konje. Tijekom posjeta generalu, Angel ugleda svoju bivšu djevojku Teresu. Postaje očito da je ona Mapacheova ljubavnica, a bijesni Angel je ubije. Pike smiruje situaciju ponudivši da rade s Mapacheom i njegovim njemačkim savjetnicima. Odlučuju opljačkati pošiljku američkog oružja po cijeni 10 tisuća dolara u zlatu. Angel, fustriran dogovorom, počne inzistirati da mu dopuste da odnese jedan sanduk ukradenih pušaka u svoje selo zbog zaštite od Mapachea. Pike i Dutch nevoljko pristaju.
Divlja horda zaustavlja vlak koji prevozi pošiljku oružja, ali Deke i njegova potjera čekaju skriveni na vlaku. Počnu goniti bandu do mosta preko Rio Grandea. Deke i njegovi ljudi, nadomak hvatanju horde, padaju u vodu nakon što most odleti u zrak od podmetnutog dinamita. Stanovnici Angelova sela kasnije okružuju bandu i uzimaju oružje koje im je obećano.
Pike smišlja plan kako Mapacheu dostaviti dostaviti preostale puške i mitraljeze: tako što će svaki član bande posebno ostavljati sanduke. Nakon što Angel i Dutch stignu s posljednjom pošiljkom, Mapache daje uhititi Angela jer je čuo za ukradene puške. Okružen Mapacheovim vojnicima, Dutch odjaše ostavivši Angela. Obeshrabrena banda, uznemirena Angelovim uhićenjem, počne se regrupirati u kanjonu izvan grada kako bi dočekala Sykesov povratak s njihovim teretnim konjima. Iz daljine ugledaju kako Deke i njegovi ljudi pucaju na Sykesa, koji se povlači na obližnje brdo. Pretpostavivši da je Sykes mrtav, Pike i trojica preostalih članova bande, Dutch, Lyle i Tector se odlučuju vratiti u Mapacheov logor kako bi izbjegli Dekeovu potjeru. Po dolasku, ugledaju kako vojnici muče Angela, ali ništa ne poduzimaju.
Nakon što su proveli noć s prostitukama blizu Mapacheova stožera, Pike se budi i donosi sudbonosnu odluku. Nakon što se pomirio s Angelovom sudbinom, kaže Lyleu i Tectoru, "Idemo." Nakon trenutka šutnje, Lyle odvraća, "Zašto ne." Dutch, sjedeći pokraj konja, nasmije se Pikeu shvativši da idu spasiti Angela. Četiri člana bande napune svoje oružje i jedan pored drugog kreću u slavni "dugi hod", marš kroz grad prema Mapacheovu stožeru. Zatraže Angelovo puštanje. Pijani Mapache pred njima ubija Angela. Pike i njegovi ljudi istog trenutka ubijaju Mapachea. Osupnuti vojnici stanu gledati, a banda shvaća da se mogu izvući neozlijeđeni ako to žele. Umjesto toga, oni započinju epski obračun s Mapacheovim ljudima. Tijekom bitke, uspijevaju zauzeti mitraljez i pobiti desetke vojnika. Lyle i Tector pogibaju. Pikea ubija meksički dječak pogodivši ga u leđa, a Dutch pada dok mu je trčao u pomoć.
Kako se dim razilazi, stiže Deke i pronalazi tijela svojih bivših drugova okružena brojnim vojnicima. Rastužen zbog smrti prijatelja, izvlači Pikeov pištolj iz futrole i odlazi. Članovi njegove potjere uzimaju tijela članova horde i odlaze pokupiti nagradu. Deke ostaje, nesiguran što da učini. Začuje pucnjeve u daljini. Nekoliko trenutaka kasnije dolaze ranjeni Sykes i ljudi iz Angelova sela nakon što su pobili članove potjere. Nasmije se Dekeu i ponudi mu šansu da sudjeluje u revoluciji i ostane u Meksiku. Deke i Sykes se počnu smijati i odlaze zajedno.

## Casting
Peckinpah je u glavi imao nekoliko glumaca za ulogu Pikea Bishopa. Uloga je originalno bila namijenjena Leeju Marvinu, ali ju je on odbio smatrajući kako je preslična njegovoj ulozi iz Profesionalaca (1966.), a i prihvatio je i veliki honorar za nastup u filmu Svi za Eldorado (1969.). U konkurenciji su bili i James Stewart, Gregory Peck i Charlton Heston (koji je bio glavni glumac u Peckinpahovu Bojniku Dundeeju), ali je uloga na kraju pripala Williamu Holdenu.
Uloga Dekea Thorntona prvo je ponuđena Brianu Keithu, koji je radio s Peckinpahom na Westerneru (1960.) i Kobnim suputnicima (1961.). Keith je, posvećen popularnoj televizijskoj seriji Family Affair, odbio ulogu. Kao kandidati za ulogu su bili razmatrani i Richard Harris (još jedan veteran iz Bojnika Dundeeja), Arthur Kennedy, Henry Fonda, Ben Johnson (koji je kasnije dobio ulogu Tectora Gorcha) i Van Heflin. Robert Ryan kasnije je dobio ulogu na temelju svoje izvedbe u Dvanaestorici žigosanih.
Mario Adorf, koji se također pojavio u Dundeeju, bio je jedan od kandidata za ulogu Mapachea, koja je na kraju pripala Emiliju Fernandezu, meksičkom filmskom redatelju i glumcu koji je bio dobar prijatelj s Peckinpahom.
Za ulogu Dutcha Engstroma, razmatrani su Steve McQueen, George Pepard, Jim Brown, Alex Cord, Robert Culp, Sammy Davis Jr., Charles Bronson i Richard Jaeckel. Na kraju ju je dobio Ernest Borgnine, također na temelju izvedbe u Dvanaestorici žigosanih.
Robert Blake bio je originalni izbor za ulogu Angela, ali je zahtijevao previše novca nakon uspjeha filma In Cold Blood (1967.). Peckinpah je vidio Jaimea Sancheza u broadwayskoj produkciji Pawnbrokera Sidneyja Lumeta te ostao tako impresioniran da je Sanchezu dao ulogu Angela.
Albert Dekker, najbolje poznat kao kazališni glumac, dobio je ulogu Harrigana, željezničkog detektiva. Umro je nekoliko mjeseci nakon završetka snimanja, a ovo mu je bio posljednji film.

## Produkcija
Producenti Warner Bros.-Seven Artsa Kenneth Hyman i Phil Feldman 1967. su htjeli da Sam Peckinpah prepravi scenarij i režira pustolovni film zvan The Diamond Story. Iako profesionalni izopćenik zbog produkcijskih problema na svojem posljednjem filmu Bojnik Dundee (1965.) i otkaza sa seta Cincinatti Kida (1965.), Peckinpahova reputacija se poboljšala nakon kritički hvaljenog televizijskog filma Noon Wine (1966.). Drugi scenarij dostupan u studiju bila je Divlja horda, autora Roya Sicknera i Walona Greena. U to vrijeme, scenarij Williama Goldmana Butch Cassidy i Sundance Kid otkupio je 20th Century Fox. Ubrzo je odlučeno da će Divlja horda, koja je imala nekoliko sličnosti s Goldmanovim radom, ići u produkciju kako bi se u kinima potukao Butch Cassidy.
U jesen 1967. Peckinpah je prepravljao scenarij i pripremao se za produkciju. Sniman na lokaciji u Meksiku, Peckinpahovo epsko djelo bilo je potaknuto gladom za povratkom filmovima, nasiljem u Bonnie i Clyde Arthura Penna, rastom frustracije u Americi zbog Vijetnamskog rata i onim što je on doživljavao manjkom realnosti u vesternima do tog vremena. Odlučio je snimiti film koji bi prikazao ne samo žestoko nasilje tog vremena, nego i sirove muškarce koji pokušavaju preživiti tu eru. Mnoge scene pokušane u Bojniku Dundeeju, kao što su usporene snimke akcijskih sekvenci (po uzoru na rad Akire Kurosawe u Sedam samuraja), junaci koji napuštaju selo kao u pogrebnoj povorci i korištenje neiskusnih mještana kao statista, u Divljoj hordi je dovedeno do savršenstva.
Peckinpah i njegov snimatelj, Lucien Ballard, koristili su širokokutne leće koje su omogućavale da objekti i ljudi u pozadini i u prednjem planu ostanu u izoštrenom fokusu. Efekt je najbolje vidljiv u kadrovima kad horda kreće u "dugi hod" prema Mapacheovu stožeru kako bi oslobodila Angela. Dok hodaju naprijed, između njih i kamere prolazi veliki broj ljudi koji se vide jasno kao i sama banda. Montaža filma poznata je po tome da su kadrovi iz raznih kutova spojeni zajedno u brzi slijed, često različite brzine, čime se skreće pozornost na kaotičnu prirodu akcije i obračuna.
Lou Lombardo, koji je prije radio s Packinpahom na Noon Wineu, osobno je angažiran od strane redatelja da montira Divlju hordu. Peckinpah je htio montažera koji će mu biti odan. Lombardova mladost bila je dodatni plus, jer je tražio montažera koji nije vezan za tradicionalne konvencije. Jedan od prvih Lombardovih poteza bilo je pokazivanje redatelju epizode televizijske serije Felony Squad koju je montirao 1967. Epizoda, nazvana "My Mommy Got Lost", uključivala je usporenu sekvencu u kojoj policija upuca Joea Don Bakera. U sceni se kombinirala usporena snimka s normalnom brzinom. Peckinpah je navodno bio oduševljen te rekao Lombardiju, "Probajmo nešto od toga kad odemo u Meksiko!" Redatelj je glavne obračune snimao sa šest kamera od kojih je svaka radila na različitoj brzini (24 slike u sekundi, 30, 60, 90 i 120 slika u sekundi). Kad su scene konačno montirane, akcija se mijenjala iz sporog u brzo pa opet u sporo, čime je vremenu dana elastična kvaliteta nikad prije viđena na filmovima.
Kad je snimanje završeno, Peckinpah je snimio više od 100 tisuća metara filma. Lombardo i Peckinpah ostali su u Meksiku šest mjeseci kako bi smontirali film. Nakon prvih verzija, uvodna sekvenca obračuna trajala je 21 minutu. Režući kadrove iz specifičnih scena i ubacujući druge, uspjeli su uvodnu pljačku banke svesti na pet minuta. Kreativna montaža postala je model za ostatak filma, a kasnije je promijenila način na koji će se snimati filmovi.
Sam Peckinpah i snimanje Divlje horde su tema dokumentarca The Wild Bunch: An Album in Montage (1996.) redatelja Paula Seydora. Nominiran je za Oscar za najbolji kratki dokumentarni film.

## Teme
Kritičari Divlje horde naglašavali su da film prikazuje simbolični kraj ere revolveraša odmetnika. Lik Pikea Bishopa u scenariju kaže, "Moramo početi misliti iza naših pištolja. Ti dani brzo prolaze." Horda živi po zastarjelom kodeksu da njima nema mjesta u nadolazećem suvremenom svijetu. U jednom trenutku, banda pregledava posljednju kupovinu generala Mapachea, novi autombil, izum koji je označio početak kraja putovanja na konjima. Ovaj simbol, koji predstavlja moderno društvo, bio je korišten u Peckinpahovim filmovima Pucnji poslijepodne (1962.) i Balada o Cable Hogueu (1970.).
Recenzenti tog vremena žestoko su kritizirali prikaz nasilja, a kritike se nastavljaju do današnjih dana. Peckinpah je naglasio da je nasilje trebalo biti alegorija za nasilje Vijetnamskog rata koji je prenošen svakodnevno na televiziji. Osim toga, pokušao je prikazati tip nasilja koji je bio uobičajen tijekom tog perioda, buneći se u isto vrijeme protiv televizijskih vesterna i filmova iz prethodnih desetljeća koji su slavili obračune i ubojstva. "Smisao filma", reći će kasnije, "je uzeti ovu fasadu filmskog nasilja i otvoriti je, uključiti ljude u nju tako da počnu osjećati nelagodu prema holivudskoj televiziji, preokrenuti stvar tako da ona više ne bude zabavna, kao val nelagode u utrobi... To je ružno, brutalno i prokleto užasno. To nije zabava i igra kauboja i Indijanaca. To je strašna, ružna stvar. A opet nešto od toga i osjetiš, uzbuđenje jer smo svi mi nasilni ljudi." Peckinpah je rekao kako je koristio nasilje kao sredstvo postizanja katarze jer je vjerovao da će publika biti pročišćena od nasilja svjedočeći mu na ekranu. Kasnije je priznao kako je ta ideja bila pogrešna te da publika dolazi uživati u nasilju u njegovim filmovima, bez da se užasava, nešto što ga je mučilo kasnije u karijeri.
Još jedna prevladavajuća tema filma je izdaja. Mnogi likovi trpe saznanjem da su u jednom trenutku izdani od strane prijatelja i ostavljeni na milost i nemilost, čime krše vlastiti kodeks kad im to odgovara. Takva frustracija vodi do nasilnog završetka filma kad preostali članovi bande još jedno kršenje kodeksa, u ovom slučaju napuštanje Angela, smatraju neprihvatljivim. Pike Bishop tijekom filma se prisjeća nekoliko vlastitih kršenja, od kojih je najpoznatije ono kad je napustio Dekea Thorntona (u flashbacku) nakon što ih je sustigao zakon i kad napušta Ludog Leeja nakon pljačke banke (koji biva ostavljen po strani u željezničkom uredu, navodno da čuva taoce).

## Različite verzije
Film se u nekim zemljama (posebno na Bliskom Istoku) naziva Pipe Dreams, što je izazvao konfuziju kad je 1996. objavljena komedija Down Periscope, koja je također nazvana Pipe Dreams.
Osim toga, objavljeno je i nekoliko verzija Divlje horde:
- Originalno europsko izdanje iz 1969. traje 145 minuta. Ova verzija imala je stanku na zahtjev distributera, točno prije pljačke vlaka.
- Originalno američko izdanje iz 1969. traje 143 minute.
- Drugo američko izdanje iz 1969., skraćeno zbog prikazivanja drugih filmova, traje 135 minuta.
- Izdanje iz 1995. traje 145 minuta. Identično je originalnom europskom izdanju, samo nema stanke jer stanka nije trebala biti dio originalnog filma.

## Vanjske poveznice
- Divlja horda u internetskoj bazi filmova IMDb-a
- Divlja horda na Filmsite.org
- Divlja horda na filmreference.com
- Divlja horda na dvdjournal.com
- Recenzija Rogera Eberta  Arhivirana inačica izvorne stranice od 20. rujna 2012. (Wayback Machine)
- Pauline Kael: "A Glorious High" na austinchronicle.com